# معمای چشم لندن
راز چشمِ لندن یا معمای چشمِ لندن (انگلیسی: London Eye Mystery) یک رمان معمایی مخصوص کودکان نوشته سیوبهان داود، نویسندۀ انگلیسی است. این کتاب اولین‌بار در سال ۲۰۰۷ منتشر شد، داستان اینکه چگونه تد، پسری مبتلا به سندرم آسپرگر، و خواهرش کت، معمای چگونگی ناپدیدشدن پسر عموی آن‌ها، سلیم، از داخل یک کپسول مهر و موم شده در چشم لندن را حل می‌کنند. در سال ۲۰۱۷، رابین استیونز دنباله‌ای به نام راز گوگنهایم منتشر کرد.